# ورزشگاه الجنوب
ورزشگاه الجنوب که قبلاً به عنوان ورزشگاه الوکره (عربی: استاد الوکرة) شناخته می‌شد، ورزشگاه فوتبال در الوکره قطر است که در ۱۶ مه ۲۰۱۹ افتتاح شد. این دومین ورزشگاه از بین هشت ورزشگاه جام جهانی فوتبال ۲۰۲۲ قطر است که پس از بازسازی ورزشگاه بین‌المللی خلیفه توسط معمار عراقی-بریتانیایی مصطفی لومی به همراه شرکت ای کام طراحی شده است.

## موقعیت
این ورزشگاه در ۲۲ کیلومتری جنوب دوحه واقع شده‌است.

## افتتاح

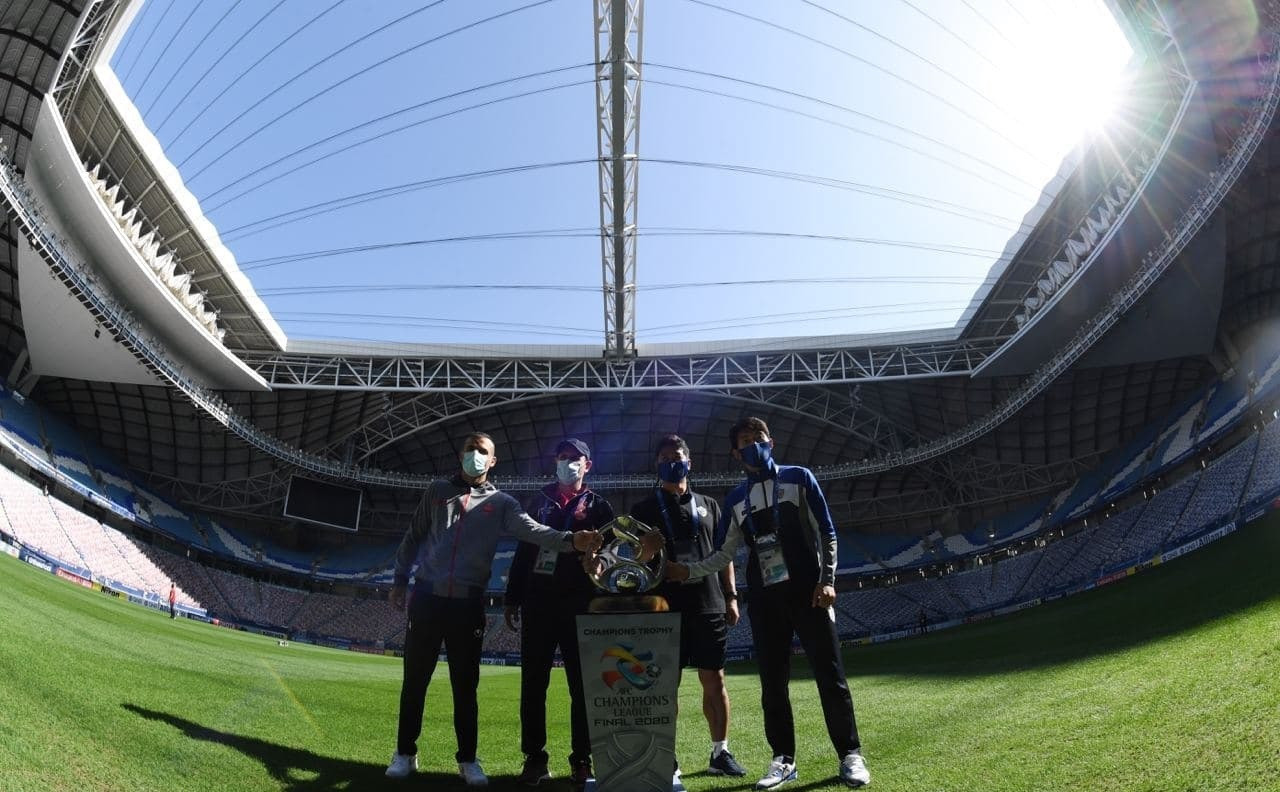
فینال ACL 2020، ورزشگاه الجنوب

این ورزشگاه در تاریخ ۱۶ می ۲۰۱۹ و در جریان فینال امیر کاپ ۲۰۱۹ بین السد و الدحیل در حضور ۳۸۶۷۸ تماشاگر افتتاح شد و پس از استادیوم بین‌المللی خلیفه، دومین ورزشگاه تکمیل‌شده‌است. این دیدار با حضور شیخ تمیم بن حمد آل ثانی امیر قطر برگزار شد.

## معماری

### گنجایش
ظرفیت ورزشگاه ۴۰ هزار نفر است که پیش‌بینی می‌شود پس از جام جهانی به ۲۰ هزار نفر کاهش یابد.

### طرح
این ورزشگاه توسط معمار زاها حدید و شرکت معماری او، معماران زاها حدید طراحی شده‌است. معماران زاها حدید اظهار داشتند که "ورزشگاه الجنوب در ارتباط با محوطه ای جدید طراحی شده‌است تا در قلب توسعه شهری شهر قرار گیرد و فعالیت‌های اجتماعی را در داخل و اطراف آن در روزهای غیر رویدادی ایجاد کند،
معماران بر این عقیده اند سقف منحنی و نمای بیرونی ورزشگاه به تاریخچه دریانوردی الوکره اشاره دارد و علاوه بر این به تماشاگران احساس حضور در کشتی را می‌دهد.
طراحی اصلی این ورزشگاه دارای طرح منحنی پست مدرنیستی و نئوآینده گرایی است. ظاهر سقف از بادبان‌های قایق‌های سنتی دوو الهام گرفته شده که توسط غواصان مروارید منطقه استفاده می‌شده و جریان‌های باد خلیج فارس مهم‌ترین عامل حرکت آنها بوده‌است.
یکی از ویژگی‌های منحصر به فرد ورزشگاه سقف جمع شونده آن است که از پارچه و کابل‌های پلیسه دار PTFE ساخته شده
طبق نقشه‌های طراحی طاق‌های سقف آن ارتفاع ۲۳۰ متری دارد.

### امکانات ویژه
سیستم خنک‌کننده به دلیل آب و هوای گرم و خشک قطر، از گرم شدن بیش از حد کاربران ورزشگاه جلوگیری می‌کند. این دستگاه می‌تواند محیط تماشاگران را تا دمای ۱۸ درجه سانتی گراد و زمین بازی را تا دمای ۲۰ درجه سانتی گراد خنک کند. به گفته کمیته عالی قطر برای تحویل و میراث (SC)، "تجزیه و تحلیل دقیق ریزاقلیم از شکل میدان، با آیرودینامیک و سایه بهینه از سقف، که دارای حداقل مقدار شیشه است، کمک قابل توجهی برای کنترل درجه حرارت ورزشگاه می‌دهد. "
امکانات دیگر این مجموعه ورزشی شامل یک اتاق چند منظوره با استخر و اسپا، یک مرکز خرید با بام‌های سبز، 
یک مدرسه، پیست دوچرخه سواری، اسب سواری و دویدن، رستوران‌ها، بازارها و سالن‌های ورزشی می باشد. به گفته سازندگان، تبدیل این ورزشگاه به مکان تفریحی، اقامتی و نه صرفا محلی برای برگزاری مسابقات فوتبال، بسیار حائز اهمیت بوده.

## بازسازی‌های پیشنهادی
بعد از جام جهانی فوتبال ۲۰۲۲، ورزشگاه الجنوب به جای ورزشگاه فعلی سعود بن عبدالرحمن پس از کاهش ظرفیت صندلی‌ها به نصف، از ۴۰۰۰۰ به ۲۰۰۰۰ نفر، به خانه باشگاه ورزشی الوکره تبدیل خواهد شد و برای لیگ ستارگان قطر مورد استفاده قرار خواهد گرفت. کمیته عالی تحویل و میراث قطر مدعی شده‌است که نیمی از صندلی‌های باقیمانده استادیوم به کشورهای در حال توسعه که به زیرساخت‌های ورزشی نیاز دارند اهدا خواهد شد.

## سیستم حمل و نقل
ورزشگاه الجنوب توسط خط قرمز مترو دوحه که به شهر الوکره متصل است سرویس دهی مشود ، این خط مترو در حال حاضر با ورود به شهر متوقف می شود، و فاصله  ۵ کیلومتری تا محل مورد نظر دارد.

## رویداد های ورزشی
- میزبان بازی نیمه نهایی بیست و چهارمین دوره جام خلیج فارس.[۲۱]
- میزبان فینال لیگ قهرمانان آسیا ۲۰۲۰.[۲۲]
- میزبان شش بازی در جام عربی فیفا ۲۰۲۱ بود.[۲۳]
- میزبان جام جهانی فوتبال٢٠٢٢
- میزبان جام ملت‌های آسیا ۲۰۲۳

## نتایج مسابقات اخیر

### بیست و چهارمین دوره جام خلیج فارس
| تاریخ         | زمان  | تیم شماره١    | نتیجه | تیم شماره٢ | گروه       | حضور   |
| ------------- | ----- | ------------- | ----- | ---------- | ---------- | ------ |
| ۵ دسامبر ۲۰۱۹ | ۲۰:۰۰ | عربستان سعودی | ۱–۰   | قطر        | نیمه نهایی | ۴۲٬۰۲۵ |

### جام فوتبال ۲۰۲۱ عرب
| تاریخ          | زمان    | تیم شماره١ | نتیجه | تیم شماره٢ | گروه           | حضور   |
| -------------- | ------- | ---------- | ----- | ---------- | -------------- | ------ |
| ۳۰ نوامبر ۲۰۲۱ | ۱۶:۰۰   | عراق       | ۱–۱   | عمان       | گروه الف       | ۱۵۷۶   |
| ۱ دسامبر ۲۰۲۱  | ۱۹:۰۰   | مراکش      | ۴–۰   | فلسطین     | گروه C         | ۳٬۸۴۳  |
| ۴ دسامبر ۲۰۲۱  | ۱۶:۰۰   | لبنان      | ۰–۲   | الجزایر    | گروه D         | ۹٬۴۰۵  |
| ۶ دسامبر ۲۰۲۱  | ۱۸ درجه | سوریه      | ۱–۲   | موریتانی   | گروه B         | ۸۵۳۹   |
| ۷ دسامبر ۲۰۲۱  | ۲۲:۰۰   | الجزایر    | ۱–۱   | مصر        | گروه D         | ۳۲٬۴۱۸ |
| ۱۱ دسامبر ۲۰۲۱ | ۱۸ درجه | مصر        | ۳–۱   | اردن       | یک چهارم نهایی | ۲۸٬۳۰۶ |

### جام جهانی فوتبال ۲۰۲۲
ورزشگاه الجنوب میزبانی هفت بازی در جام جهانی فوتبال ٢٠٢٢ را برعهده داشت  
| تاریخ          | زمان       | تیم شماره١ | نتیجه                           | تیم شماره٢ | گروه   | حضور   |
| -------------- | ---------- | ---------- | ------------------------------- | ---------- | ------ | ------ |
| ۲۲ نوامبر ۲۰۲۲ | ساعت ۲۲:۰۰ | فرانسه     | ۴–۱                             | استرالیا   | گروه D | ۴۰٬۸۷۵ |
| ۲۴ نوامبر ۲۰۲۲ | ساعت ۱۳:۰۰ | سوئیس      | ١–٠                             | کامرون     | گروه G | ٣٩٬٠٨٩ |
| ۲۶ نوامبر ۲۰۲۲ | ساعت ۱۳:۰۰ | تونس       | ٠–١                             | استرالیا   | گروه D | ۴١٬٨٢٣ |
| ۲۸ نوامبر ۲۰۲۲ | ساعت ۱۳:۰۰ | کامرون     | ۳–۳                             | صربستان    | گروه G | ٣٩٬٧٨٩ |
| ۳۰ نوامبر ۲۰۲۲ | ساعت ۱۸:۰۰ | استرالیا   | ١–٠                             | دانمارک    | گروه D | ۴١٬٢٣٢ |
| ۲ دسامبر ۲۰۲۲  | ساعت ۱۸:۰۰ | غنا        | ٠–٢                             | اروگوئه    | گروه H | ۴٣٬۴۴٣ |
| ۵ دسامبر ۲۰۲۲  | ساعت ۱۸:۰۰ | ژاپن       | ١-١ (١–٣) ضربات پنالتی (فوتبال) | کرواسی     | دور ۱۶ | ۴٢٬۵٢٣ |

### جام ملت‌های آسیا ۲۰۲۳
ورزشگاه الجنوب میزبانی شش مسابقه در جام ملت‌های آسیا ۲۰۲۳ را برعهده داشت.
| تاریخ          | زمان       | تیم شماره١ | نتیجه | تیم شماره٢        | گروه           | حضور   |
| -------------- | ---------- | ---------- | ----- | ----------------- | -------------- | ------ |
| ۱۵ ژانویه ۲۰۲۴ | ساعت ۲۰:۳۰ | مالزی      | ۰–۴   | اردن              | گروه E         | ۲۰٬۴۱۰ |
| ۱۸ ژانویه ۲۰۲۴ | ساعت ۲۰:۳۰ | فلسطین     | ۱–۱   | امارات متحدهٔ عربی | گروه C         | ۴۱٬۹۸۶ |
| ۲۳ ژانویه ۲۰۲۴ | ساعت ۱۴:۳۰ | استرالیا   | ۱–۱   | ازبکستان          | گروه B         | ۱۵٬۲۹۰ |
| ۲۵ ژانویه ۲۰۲۴ | ساعت ۱۴:۳۰ | کرهٔ جنوبی  | ۳–۳   | مالزی             | گروه E         | ۳۰٬۱۱۷ |
| ۳۰ ژانویه ۲۰۲۴ | ساعت ۱۴:۳۰ | ازبکستان   | ۲–۱   | تایلند            | یک هشتم نهایی  | ۱۸٬۶۹۱ |
| ۲ فوریه ۲۰۲۴   | ساعت ۱۸:۳۰ | استرالیا   | ۱–۲   | کرهٔ جنوبی         | یک چهارم نهایی | ۳۹٬۶۳۲ |